# Florina
Florina řecky Φλώρινα, bulharsky Лерин (Lerin), albánsky Follorina) je město v Řecku, v kraji Makedonie. Žije zde kolem 22 000 obyvatel. Městem protéká řeka Sakulevas.

## Dějiny

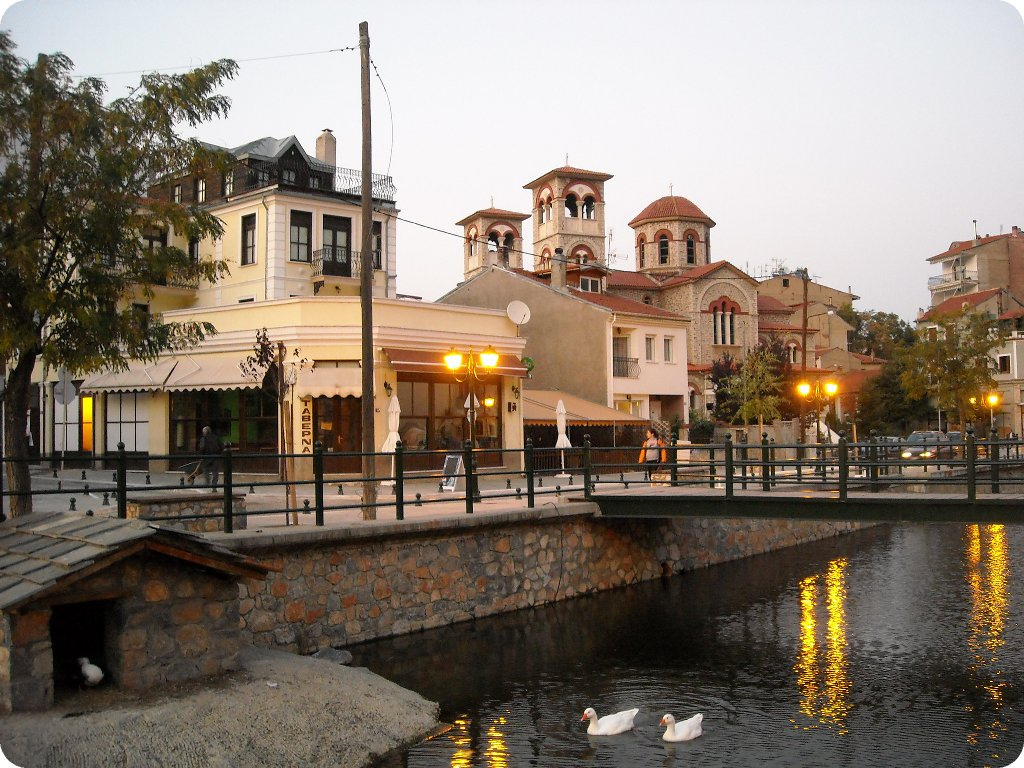
Centrum Floriny

V starověku se oblast kolem města Florina nazývala Λυγκηστίς (Lingistis), žili zde staromakedonské kmeny, které ovládl makedonský král Filip II. Před příchodem řeckých Makedonců zde žili thráčtí Brygové, kteří odešli do Malé Asie a byli známí jako Frýgové. V 6. stol. po Kr. se zde usadili Slované, kteří se pomíchali a asimilovali s původním řeckým obyvatelstvem. Dnešní město zde bylo založeno někdy během Byzantské doby pod jménem Χλέρινον (Chlerinon), což v řečtině znamená zelené, jelikož okolí města má zelenou vegetaci. V 15. stol. město dobyli Osmanští Turci. Během turecké doby se město jmenovalo už jako Florina, jméno je pravděpodobně albánskou zkomoleninou řeckého Chlerinon, či Chlerinos. Ve městě žilo mnoho Albánců. Začátkem 20. stol. žilo ve Florine 3 544 Slovanských Řeků, 800 bulharsky cítících se Slovanů, asi 6 000 muslimů (Albánci, Slované, Turci) a asi 70 řeckých arumunů. Místní křesťanské slovanské obyvatelstvo se totiž koncem 19. stol. rozdělilo na "Řeky" a "Bulhary", podle příslušnosti k jednotlivým patriarchátům. V roce 1912 město ovládli Řekové. Následně se zde usadili další řečtí Slované a arumuni z dnešní Severní Makedonie. V roce 1923 se konala Řecko-turecká výměna obyvatel, všichni místní muslimové odešli do Turecka. Z Turecka se zde usadilo kolem 3 000 řecký mluvících Řeků původem z Malé Asie, Východní Thrákie a Pontu. Bulharsky cítící se Slované odešli do Bulharska.

## Dnes
Část obyvatelstva, hlavně starší stále používá slovanský jazyk, potomci Pontský Řeků používají Pontskou řečtinu. Florina, společně s městem Edessa jsou města s největší koncentrací Řeckých Slovanů. Město je známé svou tradiční chuťovkou, tzv. Florinské papriky (Piper Florin), což jsou v olivovém oleji nakládané červené papriky.